# 2,5-Dimetoxi-4-metylamfetamin

Strukturformel för DOM.

2,5-Dimetoxi-4-metylamfetamin (DOM) eller 2-amino-1-(2,5-dimetoxi-4-metyl-fenyl)-propan) är en psykedelisk drog som framställdes första gången 1964 av Alexander Shulgin. Den blev populär bland hippies vid mitten av 1960-talet under gatunamnet STP, som sades stå för Serenity-Tranquillity-Peace. STP var känt för att hålla användaren berusad under ovanligt lång tid. Drogen förbjöds i USA år 1973. Den används ofta i sin hydrokloridform.
DOM är narkotikaklassat och ingår i förteckning P I i 1971 års psykotropkonvention, samt i förteckning I i Sverige.